# Sampa (minissérie)
Sampa é uma minissérie brasileira produzida e exibida pela TV Globo entre 26 e 29 de setembro de 1989, em 4 capítulos.
Escrita por Gianfrancesco Guarnieri e dirigida por Roberto Talma, contou com Cássio Gabus Mendes, Mika Lins, Paulo José e Serafim Gonzalez nos papéis principais.

## Sinopse
Luísa desaparece misteriosamente enlouquecendo seu marido Amadeu, um arquiteto em crise existencial. A trama se desenvolve a partir das hipóteses levantadas por Amadeu para explicar o sumiço da esposa. Ao procurar pela mulher pelas ruas de São Paulo, vai entrando em contato com seus problemas, inseguranças e limitações.
Seu desespero vai aumentando a cada novo personagem ligado à sua vida, que vai encontrando pelas suas andanças. Entre eles, Gregório, um cineasta que vê na situação de Amadeu a possibilidade de um novo filme; Agamenon, um advogado ligado a políticos e a grandes empresários e que fora amante de sua mãe; Silvio, funcionário público e militante de movimentos culturais; e Iara, uma prostituta a quem Amadeu recorre como refúgio, como ponto de referência em meio à confusão mental.

## Elenco
| Interprete            | Personagem           |
| --------------------- | -------------------- |
| Cássio Gabus Mendes   | Amadeu               |
| Mika Lins             | Luísa                |
| Paulo José            | Gregório             |
| Divana Brandão        | Iara                 |
| Serafim Gonzalez      | Agamenon             |
| Walderez de Barros    | Sara                 |
| Roberto Orozco        | Manuel               |
| Ariclê Perez          | Lucy                 |
| Flávio Colatrello Jr. | Bina                 |
| Edith Siqueira        | Vera                 |
| Bárbara Thiré         | Helena               |
| Renato Lima           | Jorge                |
| Walter Cruz           | Sílvio               |
| Bri Fiocca            | Dona Sofia           |
| Christian Rodrigues   | Amadeu (adolescente) |
| Paulo Márcio          | assassino            |
| Tião Hoover           | policial             |
| Edith Siqueira        | Vera                 |
| Carlos Takeshi        | Chigueu              |
| Jacqueline Cordeiro   | jornalista           |
| Giovanna Gold         | Mulher Assassinada   |
| Raul Barreto          | Garçom               |

## Exibição
Nunca reprisada, foi disponibilizada na íntegra no Globoplay em 30 de setembro de 2024, como parte do Projeto Resgate.